# Ellebi
Industria Metallurgica Stampaggio Lamiera Ellebi (kurz: Ellebi) war ein italienischer Automobilzulieferer, der ein Presswerk unterhielt und Karosserieteile in Auftragsarbeit fertigte. Vorübergehend stellte Ellebi auch komplette Karosserien her; hierfür nutzte das Unternehmen den Markennamen Carrozzeria Poccardi.

## Unternehmensgeschichte
Ellebi wurde 1954 von Dante Poccardi gegründet. Das Unternehmen hatte seinen Sitz anfänglich in Turin.

### Zulieferer

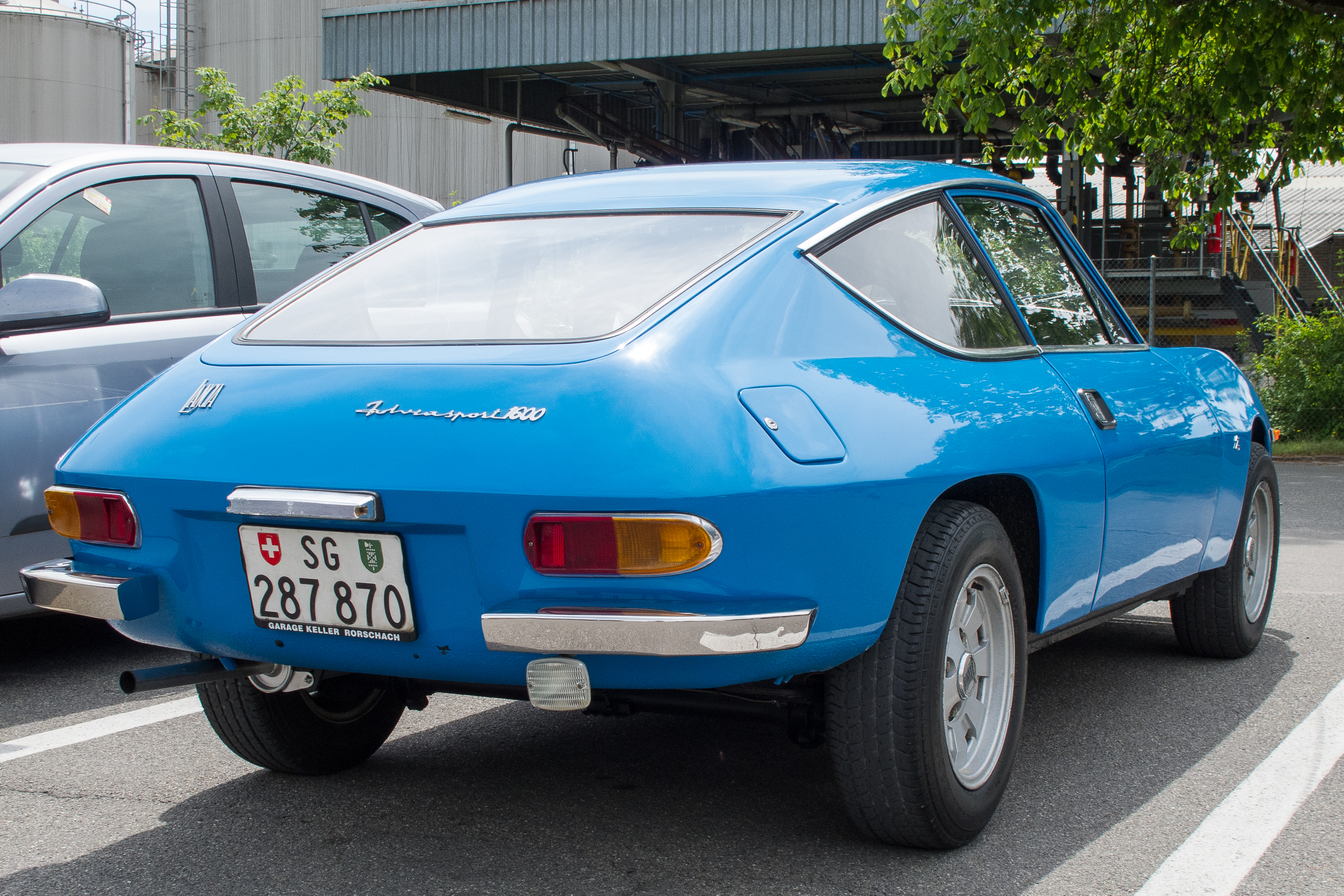
Bei Ellebi gepresste Karosserieteile: Lancia Fulvia Sport

Ellebi vertrieb in den ersten Jahren Autozubehörteile. Ab 1962 expandierte das Unternehmen. Es ging dazu über, Blechteile selbst zu fertigen; hierfür unterhielt es eigene Pressanlagen. Wenig später konstruierte und presste Ellebi ganze Karosserieteile im Auftrag von Serienherstellern. Zu dieser Zeit wurde der Unternehmenssitz in den Turiner Vorort Grugliasco verlegt. Bis in die 1980er-Jahre hinein entstanden in Ellebis Presswerk Karosserieteile, unter anderem für den Lancia Fulvia Sport. 1986 stellte das Unternehmen den Betrieb ein.

### Karosseriehersteller

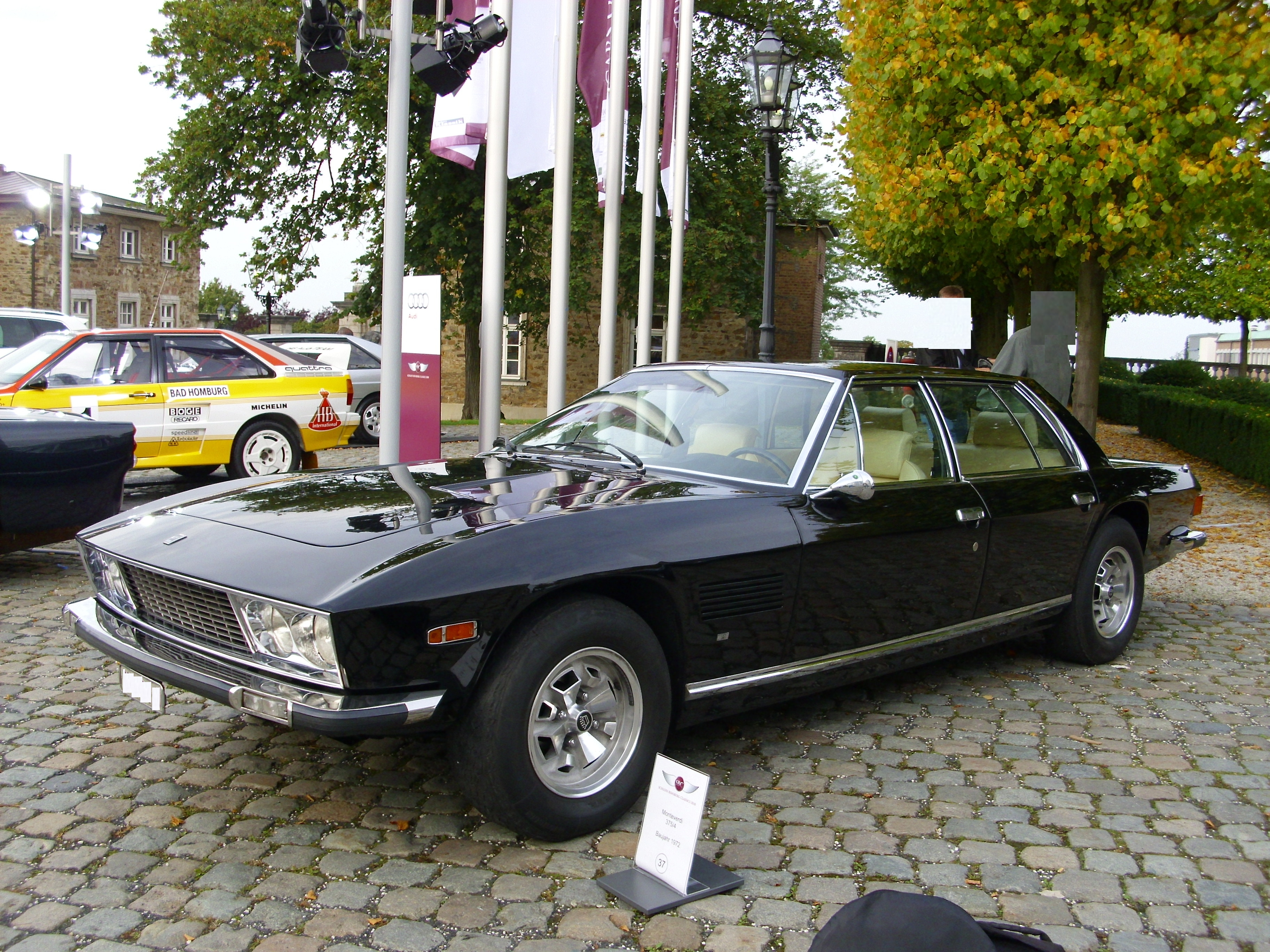
Vereinzelt mit „Poccardi“-Karosserie: Monteverdi High Speed 375/4

Ende der 1960er-Jahre versuchte Dante Poccardi, sein Unternehmen zu einem eigenständigen Karosseriehersteller weiterzuentwickeln. 1967 fertigte es den Aufbau eines zweitürigen Kombis auf der Basis des Fiat 124 („Fiat 124 Shopping“), ein Jahr später ein vergleichbares Auto auf der Basis des Fiat 125, und 1969 entstand ein zweitüriges Fiat-125-Stufenheckcoupé Die Entwürfe für diese drei Modelle kamen von Pietro Frua. Von jedem Entwurf entstand lediglich ein Prototyp. Ellebi nutzte für die Modelle die Bezeichnung Carrozzeria Poccardi. Ein eigenständiges Unternehmen dieses Namens gab es allerdings nicht; es handelte sich lediglich um einen Markennamen.
Eine dauerhafte Etablierung als Karosseriehersteller gelang Poccardi nicht. Lediglich der Schweizer Sportwagenhersteller Monteverdi ließ in den frühen 1970er-Jahren einzelne Aufbauten seines Gran Turismo High Speed 375/L und der viertürigen Limousine High Speed 375/4 bei Ellebi aufbauen, als der reguläre Karosserielieferant Fissore wegen Kapazitätsproblemen und Streiks der Nachfrage vorübergehend nicht entsprechen konnte. Vom High Speed 375/4 fertigte Poccardi acht Exemplare. Als Hersteller dieser Exemplare war „Monteverdi-Poccardi“ angegeben.